# Bulbophyllum gladiatum
Bulbophyllum gladiatum là một loài phong lan thuộc chi Bulbophyllum.